# Ogasawarana arata
Ogasawarana arata é uma espécie de gastrópode  da família Helicinidae.
É endémica de Japão.